# DJ Hype
DJ Hype (* in London; bürgerlicher Name Kevin Ford) ist seit der Mitte der 1980er Jahre einer der einflussreichsten britischen DJs und Musikproduzenten der Genres Jungle und Drum and Bass.

## Karriere
Kevin Ford begann seine Karriere Mitte der 1980er als Helfer auf Raves im London Borough of Hackney, wo er unter anderem für die Soundabmischung zuständig war. Der Stil der dort gespielten Musik bestand aus Rare Groove, House, Hip-Hop und wurde später als Jungle bekannt. Hier wurde Fords Talent als DJ erkannt, und folgend entwickelte er eine vom Hip-Hop inspirierte Vorliebe für Scratches. Dieser Hip-Hop-Einfluss ist auch in seinen späteren Produktionen zu erkennen. DJ Hype war auch an der Entstehung des Jump Ups beteiligt. Ende der 1980er wurde er mehrfach von dem in London ansässigen Piratensender Fantasy FM gebucht und konnte sich dort wachsender Popularität erfreuen. DJ Hype betätigte sich zu dieser Zeit auch als Produzent von sogenannten Party-Tracks.
Anfang der 1990er konnte DJ Hype mit Club-Hits wie Going out for the Loot sein Plattenlabel Ganja Records (u. a. zusammen mit DJ Zinc) etablieren. 1994 hatte DJ Hype einen hohen Bekanntheitsgrad in der Drum-and-Bass-Szene erreicht, und auch außerhalb des Vereinigten Königreiches wurde man auf die Grooves aus Englands Garagen und verlassenen Altbauten aufmerksam. 1994 und 1995 erhielt er bei den U.K. Hardcore Awards Auszeichnungen als Best Male DJ und Best Radio DJ. Zu dieser Zeit gründete DJ Hype das Plattenlabel True Playaz, welches auf den Covern der Tonträger vielfach Befürwortung von Marihuana-Konsum zum Ausdruck brachte. 1996 wurden die Stücke Peace Love and Unity, Super Sharp Shooter und P Funk Era zu Club-Hits. Seit 2000 moderiert DJ Hype neben seiner Tätigkeit als DJ und Produzent eine wöchentliche Radiosendung auf dem Sender Kiss100, in der er neue Jungle- und Drum-and-Bass-Titel sowie die Drum-and-Bass-Charts vorstellt.

## Diskografie (Auswahl)
- Fabric Live 03
- Fabric Live 18 mit Andy C
- Dubplate Killaz
- Dubplate Killaz 2: Return of the Ninja
- World Dance – The Drum 'n' Bass Experience (Disc 1)
- Drum and Bass Arena Presents: DJ Hype
- Drum & Bass Essentials, 3 CD compilation mixed by DJ Hype

Remixe
- The Prodigy – Smack My Bitch Up
- Fugees – Ready or Not

## Teilnahme an Festivals (Auswahl)
- Urban Art Forms Festival 2006, Wiesen in Österreich, ca. 15.000 Besucher[3]
- Pukkelpop 2008, Hasselt in Belgien, ca. 152.000 Besucher[4]
- Exit Festival 2008, Novi Sad in Serbien, ca. 190.000 Besucher[5]